# Liste der Kulturdenkmäler in Deisel
Die folgende Liste enthält die in der Denkmaltopographie ausgewiesenen Kulturdenkmäler auf dem Gebiet des Ortsteils Deisel der  Stadt Trendelburg, Landkreis Kassel, Hessen.
Hinweis: Die Reihenfolge der Denkmäler in dieser Liste orientiert sich an der Anschrift, alternativ ist sie auch nach der Bezeichnung oder der Bauzeit sortierbar.
Kulturdenkmäler werden fortlaufend im Denkmalverzeichnis des Landes Hessen durch das Landesamt für Denkmalpflege Hessen auf Basis des Hessischen Denkmalschutzgesetzes (HDSchG) geführt. Die Schutzwürdigkeit eines Kulturdenkmals hängt nicht von der Eintragung in das Denkmalverzeichnis des Landes Hessen oder der Veröffentlichung in der Denkmaltopographie ab.

## Deisel
| Bild                     | Bezeichnung                     | Lage                                        | Beschreibung                                                       | Bauzeit | Daten |
| ------------------------ | ------------------------------- | ------------------------------------------- | ------------------------------------------------------------------ | ------- | ----- |
| Bild gesucht BW          | Gesamtanlage Deisel             | Lage                                        |                                                                    |         |       |
| Evangelische Pfarrkirche | Evangelische Pfarrkirche        | An der Kirche Lage                          |                                                                    |         |       |
| Bild gesucht BW          | Längsdielenhaus                 | An der Kirche 16 LageFlur: 8, Flurstück: 22 |                                                                    |         |       |
| Bild gesucht BW          | Längsdielenhaus                 | Bremer Straße 4 Lage                        |                                                                    |         |       |
| Bild gesucht BW          | Längsdielenhaus                 | Bremer Straße 8 Lage                        |                                                                    |         |       |
| Bild gesucht BW          | Längsdielenhaus                 | Bremer Straße 10 Lage                       |                                                                    |         |       |
| Bild gesucht BW          | Längsdielenhäuser               | Bremer Straße 13 Lage                       |                                                                    |         |       |
| Bild gesucht BW          | Querdielenhaus                  | Bremer Straße 14 Lage                       |                                                                    |         |       |
| Bild gesucht BW          | Wohn- und Geschäftshaus         | Bremer Straße 15 Lage                       |                                                                    |         |       |
| Bild gesucht BW          | Längsdielenhaus                 | Bremer Straße 19 Lage                       |                                                                    |         |       |
| Bild gesucht BW          | Längsdielenhaus                 | Bremer Straße 21 Lage                       |                                                                    |         |       |
| Bild gesucht BW          | Doppelhaus                      | Bremer Straße 20/22 Lage                    |                                                                    |         |       |
| Bild gesucht BW          | Längsdielenhaus                 | Bremer Straße 29 Lage                       |                                                                    |         |       |
| Bild gesucht BW          | Längsdielenhaus                 | Burgweg 2 Lage                              |                                                                    |         |       |
| Längsdielenhaus          | Längsdielenhaus                 | Burgweg 7 Lage                              |                                                                    |         |       |
| Bild gesucht BW          | Wohnwirtschaftsgebäude          | Burgweg 9 Lage                              |                                                                    |         |       |
| Bild gesucht BW          | Längsdielenhaus                 | Gänsewinkel 6 Lage                          |                                                                    |         |       |
| Bild gesucht BW          | Längsdielenhaus                 | Gänsewinkel 7 Lage                          |                                                                    |         |       |
| Bild gesucht BW          | Querdielenhaus                  | Gänsewinkel 9 Lage                          |                                                                    |         |       |
| Bild gesucht BW          | Querdielenhaus                  | Gänsewinkel 12 Lage                         |                                                                    |         |       |
| Bild gesucht BW          | Fachwerkwohnhaus                | Im Speckswinkel 3 Lage                      |                                                                    |         |       |
| Bild gesucht BW          | Ehemaliges Längsdielenhaus      | Langenthaler Straße 2 Lage                  |                                                                    |         |       |
| Bild gesucht BW          | Flurquerdielenhaus              | Langenthaler Straße 4 Lage                  |                                                                    |         |       |
| Bild gesucht BW          | Fachwerkwohnhaus                | Langenthaler Straße 6 Lage                  |                                                                    |         |       |
| Bild gesucht BW          | Querdielenhaus                  | Langenthaler Straße 11 Lage                 | abgerissen                                                         |         |       |
| Bild gesucht BW          | Längsdielenhaus                 | Mittelstraße 5 Lage                         |                                                                    |         |       |
| Bild gesucht BW          | Pfarrhaus                       | Mittelstraße 6 Lage                         |                                                                    |         |       |
| Bild gesucht BW          | Wohnhaus                        | Mittelstraße 13 Lage                        |                                                                    |         |       |
| Bild gesucht BW          | Ehemaliges Längsdielenhaus      | Mittelstraße 16 Lage                        |                                                                    |         |       |
| Bild gesucht BW          | Längsdielenhaus                 | Mittelstraße 18 Lage                        |                                                                    |         |       |
| Bild gesucht BW          | Flurquerdielenhaus              | Mittelstraße 19 Lage                        |                                                                    |         |       |
| Bild gesucht BW          | Fassade eines Längsdielenhauses | Mittelstraße 21 Lage                        |                                                                    |         |       |
| Bild gesucht BW          | Ehemalige Mühle                 | Mühlenstraße 17 Lage                        |                                                                    |         |       |
| Bild gesucht BW          | Querdielenhaus                  | Poststraße 19 Lage                          |                                                                    |         |       |
| Bild gesucht BW          | Längsdielenhaus                 | Poststraße 24 Lage                          |                                                                    |         |       |
| Bild gesucht BW          | Doppelwohnhaus                  | Raiffeisenstraße 2 und 4 Lage               |                                                                    |         |       |
| Bild gesucht BW          | Flurquerdielenhaus              | Raiffeisenstraße 7 Lage                     |                                                                    |         |       |
| Bild gesucht BW          | Längsdielenhaus                 | Raiffeisenstraße 14 Lage                    |                                                                    |         |       |
| Bild gesucht BW          | Ehemaliges Raiffeisenlagerhaus  | Raiffeisenstraße 15 Lage                    |                                                                    |         |       |
| Bild gesucht BW          | Längsdielenhaus                 | Raiffeisenstraße 16 Lage                    |                                                                    |         |       |
| Bild gesucht BW          | Längsdielenhaus                 | Raiffeisenstraße 18 Lage                    | am 29.03.25 bei einem verheerenden Feuer weitestgehend ausgebrannt |         |       |
| Bild gesucht BW          | Ehemalige Schule                | Raiffeisenstraße 36 Lage                    |                                                                    |         |       |
| Bild gesucht BW          | Längsdielenhaus                 | Spiegelstraße 1 Lage                        |                                                                    |         |       |
| Bild gesucht BW          | Längsdielenhaus                 | Spiegelstraße 2 Lage                        |                                                                    |         |       |
| Bild gesucht BW          | Fachwerkwohnhaus                | Spiegelstraße 3 Lage                        |                                                                    |         |       |
| Bild gesucht BW          | Längsdielenhaus                 | Spiegelstraße 8 Lage                        |                                                                    |         |       |
| Bild gesucht BW          | Längsdielenhaus                 | Spiegelstraße 10 Lage                       |                                                                    |         |       |
| Bild gesucht BW          | Fachwerkhaus                    | Spiegelstraße 12 Lage                       |                                                                    |         |       |
| Bild gesucht BW          | Längsdielenhaus                 | Spiegelstraße 14 Lage                       |                                                                    |         |       |
| Bild gesucht BW          | Fachwerkhaus                    | Spiegelstraße 30 Lage                       |                                                                    |         |       |